# Horamšaher
Horamšaher (prije Muhamara) je grad i luka u pokrajini Huzestan u Iranu. 
Nalazi se sjeverozapadno od Abadana, a naseljava ga 89.600 stanovnika. Nalazi se na rijeci Karun odnosno njenom ušću u Šat al-Arab, 72 km daleko od Perzijskog zaljeva. Nagli razvoj grada počeo je 1908. otkrićem nafte i povezivanjem željeznicom i cestom s unutrašnjosti. Danas je Horamšaher glavna iranska luka za izvoz nafte, a 1980. godine početkom iračko-iranskog rata teško je oštećena. Obnovljena je u razdoblju od 1989. do 1992. Grad je poznat po poljoprivredi i uzgoju datuljine palme. U vrijeme Drugog svjetskog rata se razvio kao gospodarsko središte i luka za naftu. Godine 1980. grad je okupirao ga je Irak, a 1982. je vraćen Iranu.